# Bisafe
Bisafe is een bestuurslaag in het regentschap Timor Tengah Utara van de provincie Oost-Nusa Tenggara, Indonesië. Bisafe telt 269 inwoners (volkstelling 2010).